# Purbach am Neusiedler See
Purbach am Neusiedler See (in ungherese: Feketeváros) è un comune austriaco di 2 835 abitanti nel distretto di Eisenstadt-Umgebung, in Burgenland; ha lo status di città (Stadtgemeinde).